# M*League Division 1
Die M*League Division 1 ist die höchste Spielklasse der Northern Mariana Islands Football Association, dem nationalen Fußballverband der Nördlichen Marianen.

## Geschichte
Mit Gründung des Fußballverbandes auf den Nördlichen Marianen 2005 erfolgte auch die Austragung einer offiziellen Fußballmeisterschaft. Im März 2012 gab die Asian Football Confederation bekannt, dass Vereine des Northern Mariana Islands Football Association an dem AFC Challenge Cup und am AFC President’s Cup teilnehmen dürfen, wenn die vorgegebenen Kriterien erfüllt sind. Dennoch wurde bisher kein Verein der Nördlichen Marianen für diese Wettbewerbe gemeldet.
Die erste Austragung der Liga sollte ursprünglich am 5. November 2005 mit vier teilnehmenden Mannschaften starten, wurde aber abgesagt. Die Spielzeit 2006/07 begann dann am 9. Dezember 2006 mit neun Vereinen. 2008 wurde erstmals eine Frühjahrsrunde zwischen Januar und März und eine Herbstrunde bis November ausgetragen.

## Aktuelle Saison
In der Frühjahrssaison 2023 nahmen die folgenden sechs Mannschaften am Spielbetrieb teil:
- Kanoa FC
- MP United FC
- Paire FC
- Tan Holdings FC
- Eleven Tigers FC
- Hana FC

## Fußballmeister der Nördlichen Marianen
- 2005: abgesagt....
- 2006: L&S/Lyung-Seung
- 2007: Fiesta Inter Saipan
- 2008 (Frühjahr): Inter Godfather’s
- 2008 (Herbst): Inter Godfather’s
- 2009: Inter Godfather’s
- 2010: MP United FC
- 2011: Inter Godfather’s
- 2012 (Frühjahr): IFC Wild Bills
- 2012 (Herbst): Tan Holdings FC
- 2013 (Frühjahr): IFC Wild Bills
- 2013/14: IFC Wild Bills
- 2014 (Frühjahr): MP United FC
- 2015 (Frühjahr): Tan Holdings FC
- 2016 (Frühjahr): Tan Holdings FC
- 2016 (Herbst): MP United FC
- 2017 (Frühjahr): MP United FC
- 2017 (Herbst): Tan Holdings FC[3]
- 2018 (Frühjahr): MP United FC
- 2018 (Herbst): abgebrochen ....
- 2019 (Frühjahr): Teen Ayuyus (CNMI U-18)
- 2019 (Herbst): All Blue (CNMI U-19)
- 2020 (Frühjahr): abgebrochen ....
- 2020 (Herbst): abgesagt....
- 2021 (Frühjahr): Tan Holdings FC
- 2021 (Herbst): CNMI U-18
- 2022 (Frühjahr): Eleven Tigers FC
- 2022 (Herbst): Tan Holdings FC
- 2023 (Frühjahr): Eleven Tigers FC
- 2023 (Herbst):

## Rekordmeister
| Verein                                  | Titel | Jahr                                     |
| --------------------------------------- | ----- | ---------------------------------------- |
| Tan Holdings FC                         | 6     | 2012H, 2015F, 2016F, 2017H, 2021F, 2022H |
| Fiesta Inter Saipan / Inter Godfather’s | 5     | 2007, 2008F, 2008H, 2009, 2011           |
| MP United FC                            | 5     | 2010, 2014F, 2016H, 2017F, 2018F         |
| IFC Wild Bills                          | 3     | 2012F, 2013F, 2013/14                    |
| All Blue (CNMI U-18)                    | 2     | 2019H, 2021H                             |
| Eleven Tigers FC                        | 2     | 2022FH, 2023F                            |
| L&S/Lyung-Seung                         | 1     | 2006                                     |
| Teen Ayuyus (CNMI U-19)                 | 1     | 2019F                                    |